# Awaous guamensis
Awaous guamensis là một loài cá bống tượng có xuất sứ từ các đảo ở vùng biển Thái Bình Dương, từ Marianas đến Vanuatu, Nouvelle-Calédonie và Fiji, nơi chúng có thể được tìm thấy ở cả các vùng nước ngọt, nước lợ và nước mặn. Công trình nghiên cứu gần đây dựa trên sự khác biệt về hình thái và di truyền đã công nhận quần thể Awaous ở Hawaii là khác biệt với Awaous guamensis. Do đó, quần thể Awaous ở Hawaii hiện được công nhận là một loài Awaous stamineus riêng biệt.

## Mô tả
Cá đực có thể đạt chiều dài 24,5 cm (9,6 in) SL trong khi cá cái chỉ đạt 16,5 cm (6,5 in) .  Cơ thể chúng có những vệt trắng lốm đốm và màu ô liu sẫm. 